# Regina di maggio

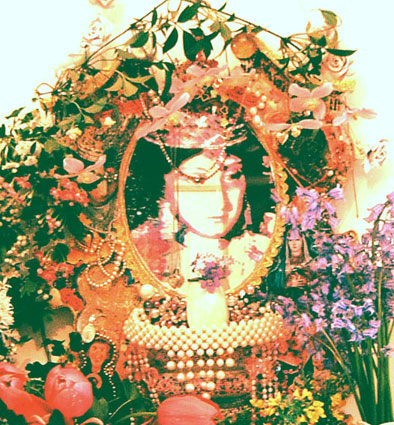
Altare irlandese dedicato a Maria, opera di Clare O Hagan

Per Regina di maggio si intende una rappresentazione iconografica femminile risalente al folclore popolare, specialmente del Regno Unito e dell'Irlanda, dedicata alla stessa stagione primaverile, intesa come nobile risveglio della fecondità della natura nell'emisfero boreale. Era tradizionalmente celebrata il 1º maggio e, per antonomasia, spesso ricordava il nome della ricorrenza stessa. La rappresentazione classica è quella di una statua, a volte interpretata anche da una vera donna, adornata di fiori e con una tiara o una corona in testa, solitamente portata in processione e di guida ai festeggiamenti, alle danze ed ai rituali annessi alla festa.

## Storia
La tradizione affonderebbe nelle antiche celebrazioni celtiche del Beltane, quindi diffusasi nel paganesimo nordeuropeo, sempre legato alle ricorrenze stagionali. Tuttavia, la venerazione della figura femminile identificata nella primavera e, in genere, nella forza creatrice e rigeneratrice, si sarebbe sviluppata anche in altre tradizioni europee, partendo dalla dea Cibele in Anatolia, quindi Artemide, Signora di Efeso nell'Antica Grecia, per finire coi culti dell'antica Roma, dedicati sia alla dea Flora, sia a Maia, dove quest'ultima dà stesso nome latino del mese di "maggio".
Non sempre però, la Regina veniva celebrata in questo mese: nell'Inghilterra dell'Alto Medioevo, per festeggiare il tempo di Hocktide, ovvero il tempo dopo la Pasqua, detto Lammas e a sua volta derivato dal celtico Lughnasadh (ovvero il 1º di agosto), la Regina di "maggio" veniva invece chiamata "Regina dell'estate".
Nel corso dei secoli poi, le ricorrenze pagane confluirono in quello che verrà poi chiamato il May Day o il "Calendimaggio" (1º maggio), questo, a sua volta, confluito nella Festa dei lavoratori a partire dal XIX secolo circa. Parimenti, i rituali puramente religiosi legati a questo giorno confluirono nelle prime venerazioni cristiane, attribuendo alla figura femminile della primavera e della fecondità il culto dedicato alla Vergine Maria: non a caso, quindi, maggio verrà eletto come mese mariano, ed alla stessa le verranno attribuiti i titoli di "Nostra Signora" e "Regina".
In tempi recenti, le celebrazioni più fedeli alla tradizione originaria sono rimaste poche, come quelle di Hayfield, in Inghilterra, e al Brentham Garden Suburb di Londra.

## Nella cultura di massa
- Il cantante inglese Robert Plant ha dato il titolo May Queen alla prima traccia dell'album Carry Fire del 2017, a sua volta prendendo spunto dalla stessa citazione nel testo del celebre brano Stairway to Heaven del 1971, sempre da lui cantato insieme alla band dei Led Zeppelin.
- May Queen è anche il titolo di una serie televisiva sudcoreana trasmessa dalla Munhwa Broadcasting Corporation nel 2012.
- L'appellativo, per un altro motivo e senza legami col suo vero significato, è stato dato a Maria José del Belgio, moglie dell'ultimo Re d'Italia, Umberto II di Savoia, detto, appunto, il "Re di maggio", poiché il suo regno è durato soltanto il mese di maggio 1946, poco prima della fine della monarchia.
- Nel film Midsommar - Il villaggio dei dannati di Ari Aster, dopo una danza, la protagonista verrà eletta la "Regina di Maggio".